# Copa del Pacifico 1965
Copa del Pacifico 1965 – trzecia edycja turnieju towarzyskiego o Puchar Pacyfiku między reprezentacjami Peru i Chile rozegrana w 1965 roku.

## Mecze
| 15 kwietnia Santiago |  | Chile | 4 | - | 1 | Peru |

| 28 kwietnia Lima |  | Peru | 0 | - | 1 | Chile |

## Końcowa tabela
| M | Reprezentacja | L.m. | Zw. | Rem. | Por. | Bramki | R.br. | Pkt |
| 1 | Chile         | 2    | 2   | 0    | 0    | 5:1    | +4    | 4   |
| 2 | Peru          | 2    | 0   | 0    | 2    | 1:5    | -4    | 0   |

Triumfatorem turnieju Copa del Pacifico 1965 został zespół Chile.